# 11948 Жустіненен
11948 Жустіненен (11948 Justinehénin) — астероїд головного поясу, відкритий 18 серпня 1993 року.
Тіссеранів параметр щодо Юпітера — 3,179.
Названий на честь бельгійської тенісистки Жустін Енен